# Яковенко, Владимир Кириллович
Влади́мир Кири́ллович Якове́нко (12 апреля 1919 — 31 августа 1996) — командир партизанской бригады имени Д. Т. Гуляева, действовавшей на территории Белоруссии в период Великой Отечественной войны.

## Биография
Родился в селе Паромовка Житомирской области.
Трудовую деятельность начал в 1938 году после окончания техникума обработки дерева. Работал в должности инструктора, мастера сборочного цеха, зам. начальника сушильного цеха в колонии МВД г. Житомира. Без отрыва от производства окончил аэроклуб.
С 1939 г в Красной Армии — моторист авиаполка, курсант авиашколы, стрелок-бомбардир.
С 22 июня 1941 г. участвовал в боях против немецко-фашистских захватчиков. 28 июня его самолет был сильно повреждён, лётчик тяжело ранен.
С ноября 1941 г. по декабрь 1943 г. — боец, командир отделения, командир роты.
С апреля 1942 г. — комиссар, затем командир партизанского отряда имени Ворошилова.
Сентябрь 1943 г. по июль 1944 г. — командир партизанской бригады № 99 им. Гуляева, действовавшей около Глуска, Парич и Октября.
- 1944—1948 гг. — главный государственный инспектор по торговле в Брестской области.
- 1948—1951 гг. — учёба в Московской высшей торговой школе.
- 1951—1955 гг.— главный государственный инспектор по торговле Гомельской области.
- 1955—1958 гг. — председатель правления Гомельского облпотребсоюза.
- 1958—1965 гг. — председатель исполкома Гомельского городского Совета депутатов трудящихся.

В 1965—1970 годах — председатель Правления Белкоопсоюза. С июня 1970 года до ухода на пенсию в 1983 году работал в должности заместителя Председателя Правления Центросоза и за 18 лет (1965—1983) много сделал для улучшения торговли, увеличения производства товаров народного потребления на предприятиях потребительской кооперации, а также развития других отраслей кооперативного хозяйства страны.

## Награды и звания
- Орден Октябрьской Революции
- Орден Красного Знамени
- Орден Отечественной войны I степени
- Два ордена Трудового Красного знамени
- Орден Красной Звезды
- Медали Партизану Отечественной войны I и II степени
- Медаль «За победу над Германией в Великой Отечественной войне 1941—1945 гг.»
- Почётная грамота Верховного Совета Белорусской ССР

В 1984 году Яковенко В. К. стал почётным гражданином Глуска

## Семья
Сын Владимира Кирилловича Яковенко, Александр Владимирович Яковенко — известный российский дипломат.